# Atypical
Atypical è una serie televisiva statunitense creata da Robia Rashid per la piattaforma on demand Netflix e distribuita dal 2017 al 2021 per un totale di quattro stagioni e trentotto episodi.

## Trama
Giunto alla soglia dei 18 anni, Sam, un ragazzo con la Sindrome di Asperger – un disturbo pervasivo dello sviluppo annoverato fra i disturbi dello spettro autistico – sente che è arrivato il momento per lui di trovare l'amore e reclamare la propria indipendenza. Preso di mira dai coetanei perché considerato «strano», aiutato dalla sua terapeuta Julia e dal suo migliore amico Zahid, Sam intraprende un viaggio divertente ed emozionante alla ricerca di se stesso, portando la madre apprensiva Elsa, il padre comprensivo Doug e la sorella Casey a fronteggiare i cambiamenti che ne derivano.

## Episodi
| Stagione         | Episodi | Pubblicazione USA | Pubblicazione Italia |
| ---------------- | ------- | ----------------- | -------------------- |
| Prima stagione   | 8       | 2017              | 2017                 |
| Seconda stagione | 10      | 2018              | 2018                 |
| Terza stagione   | 10      | 2019              | 2019                 |
| Quarta stagione  | 10      | 2021              | 2021                 |

## Personaggi e interpreti

### Principali
- Elsa Gardner (stagioni 1-4), interpretata da Jennifer Jason Leigh, doppiata da Chiara Colizzi.
La madre di Casey e Sam. È una donna molto protettiva nei riguardi di suo figlio, infatti per lei non sarà facile la ricerca dell'indipendenza del ragazzo. Avrà una relazione extraconiugale con Nick, un affascinante barista a cui non riesce a resistere, che tuttavia deciderà di mollare per amore dei figli.
- Sam Gardner (stagioni 1-4), interpretato da Keir Gilchrist, doppiato da Alex Polidori.
Ragazzo di 18 anni con un forte interesse per i pinguini e l'Antartide. Ha la Sindrome di Asperger. Viene giudicato da tutti un ragazzo strano per via della sua condizione ed è cosciente del fatto che la gente si prenda gioco di lui. È molto più sensibile di quanto si pensi e, quando capisce che qualcuno è arrabbiato, ne prova subito una forte empatia e cerca in tutti i modi di rimediare. È alla forte ricerca di un'indipendenza.
- Casey Gardner (stagioni 1-4), interpretata da Brigette Lundy-Paine, doppiata da Joy Saltarelli.
sorella minore di Sam. È un'atleta e corre nella squadra della scuola, venendo considerata la più forte delle sue compagne tanto da venire scelta per una scuola molto prestigiosa. Non ha un buon rapporto con la madre, da cui si sente poco considerata rispetto a Sam, ma ha una forte empatia con suo padre.
- Julia Sasaki (stagioni 1-2, ricorrente stagione 3, guest star stagione 4), interpretata da Amy Okuda, doppiata da Eleonora Reti.
È la terapista di Sam, di cui il ragazzo si innamorerà. Ha scelto di intraprendere la professione per via di suo fratello, anche lui con autismo. È fidanzata con Miles, un ragazzo di cui resterà incinta.
- Doug Gardner (stagioni 1-4), interpretato da Michael Rapaport, doppiato da Stefano Benassi.
Padre di Casey e Sam, nonché marito di Elsa. Ha avuto grandi difficoltà nel socializzare con Sam, tuttavia inizia ad avvicinarsi a lui quando il ragazzo chiede consigli su come conquistare delle ragazze. Le grandi difficoltà sono dovute anche al fatto che l'uomo aveva abbandonato la famiglia per otto mesi quando Sam era piccolo. È in buoni rapporti con la figlia Casey, di cui è molto fiero e geloso, non apprezzando all'inizio il fidanzato di quest'ultima.

### Ricorrenti
- Zahid Raja (stagioni 1-4), interpretato da Nik Dodani, doppiato da Niccolò Guidi.
Migliore amico di Sam, stereotipo del nerd asiatico, che lavora assieme a lui a TechTropolis. In seguito diverranno coinquilini.
- Paige Hardaway (stagioni 1-4), interpretata da Jenna Boyd, doppiata da Giulia Franceschetti.
Fidanzata di Sam.
- Evan Chapin (stagioni 1-4), interpretato da Graham Rogers, doppiato da Emanuele Ruzza.
Fidanzato, e poi ex, di Casey. Lavorerà con Doug alla guardia medica.
- Sharice (stagioni 1-2, guest star stagioni 3-4), interpretata da Christina Offley, doppiata da Elisa Angeli.
Migliore amica di Casey.
- Beth Chapin (stagioni 1-4), interpretata da Rachel Redleaf, doppiata da Lucrezia Marricchi.
Sorella di Evan.
- Bailey Bennett (stagioni 1-2), interpretata da Ariela Barer.
- Christopher (stagioni 1-2), interpretato da Anthony Jacques.
- Arlo (stagioni 1-2), interpretato da Major Curda, doppiato da Leonardo Caneva.
Ragazzo bullo della scuola di Sam
- Chuck (stagioni 1, 3-4), interpretato da Karl T. Wright.
Collega di Doug.
- Nick (stagione 1, guest star stagione 2), interpretato da Raúl Castillo, doppiato da Guido Di Naccio.
Barman con cui Elsa inizia una relazione.
- Luisa (stagioni 1-4), interpretata da Nina Ameri, doppiata da Michela Alborghetti.
Amica di Elsa.
- Izzie Taylor (stagioni 2-4), interpretata da Fivel Stewart, doppiata da Martina Felli.
Amica e successivamente ragazza di Casey.
- Megan (stagioni 2-4), interpretata da Angel Laketa Moore.
Amica di Doug conosciuta al gruppo di supporto.
- Jasper (stagioni 2-4), interpretato da Domonique Brown, doppiato da Alessandro Parise.
Uno studente alla pari che in seguito si iscrive alla Denton.
- Amber (stagioni 2-3), interpretata da Layla Weiner.
Figlia di Megan.
- Nate (stagione 2, guest star stagione 3), interpretato da Graham Phillips, doppiato da Gabriele Vender.
Ex fidanzato di Izzie.
- Ms. Whitaker (stagione 2), interpretata da Casey Wilson.
- Bob (stagioni 3-4, guest star stagioni 1-2), interpretato da Jeff Rosenthal, doppiato da Nicola Braile.
Capo di Sam e Zahid alla Techtropolis.
- Professoressa Judd (stagioni 3-4), interpretata da Sara Gilbert, doppiata da Sabrina Duranti.
Professoressa di etica morale.
- Gretchen (stagioni 3-4), interpretata da Allie Rae Treharne.
È la controversa ragazza di Zahid. Dopo la prima rottura, i due ritornano insieme a seguito della diagnosi del tumore al testicolo di Zahid, per poi lasciarsi nuovamente.
- Abby (stagioni 3-4), interpretata da Kimia Behpoornia.
Amica di Sam.
- Professor Shinerock (stagione 3), interpretato da Eric McCormack, doppiato da Francesco Prando.
Professore di disegno.
- Sid (stagioni 3-4), interpretata da Tal Anderson, doppiata da Lavinia Paladino.
Una nuova amica che Sam incontra mentre lei fa volontariato al Servizio Disabilità della Denton. Lo aiuta a guadagnare soldi per finanziare il viaggio in Antartide vendendo dei disegni su commissione.
- Sasha Taylor (stagione 4), interpretata da Lindsay Price, doppiata da Antonella Baldini.
 Madre assente e noncurante di Izzie.

## Produzione

### Sviluppo
La serie educativa, originariamente denominata come Antarctica, è stata creata e scritta da Robia Rashid, che in precedenza aveva lavorato a How I Met Your Mother e The Goldbergs come produttrice. Per una rappresentazione più meticolosa, si consultò con Michelle Dean, una professoressa della California State University che lavorò al Centro UCLA trattamenti e ricerca dell'autismo.
Il 13 settembre 2017, Atypical venne rinnovata per una seconda stagione composta da dieci episodi. David Finch, un ragazzo con autismo, si unì alla squadra di scrittura. Otto attori con autismo di The Miracle Project hanno avuto ruoli secondari nella seconda stagione come membri di un gruppo di sostegno pari a Sam. La produzione esecutiva Mary Rohlich disse inoltre che lo spettacolo è stato introdurre più registe e diversità femminili. Il 24 ottobre 2018, Atypical è stata rinnovata per una terza stagione anch'essa composta da dieci episodi. Il 24 febbraio 2020 la serie è stata rinnovata per una quarta stagione, l'ultima della serie, dalla durata di 10 episodi, pubblicata nel 2021.

### Promozione
La prima stagione è stata pubblicata l'11 agosto 2017 su Netflix, composta da otto episodi. La seconda stagione è stata distribuita il 7 settembre 2018 composta da dieci episodi. La terza stagione è disponibile su Netflix dal 1º novembre 2019, mentre la quarta e ultima stagione è stata resa disponibile dal 9 luglio 2021.

## Accoglienza
Metacritic, nella prima stagione della serie, assegna una valutazione di 66 basata su 20 recensioni, indicando che "le recensioni sono generalmente favorevoli". Su Rotten Tomatoes la serie ha ricevuto un punteggio medio di 5,36 su 10. La recitazione, inclusa la performance di Gilchrist, è stata generalmente ben accolta, ma la caratterizzazione del protagonista ha ricevuto alcune critiche in quanto inaccurata e stereotipata. Oltre a ciò, è stata rilevata la mancanza di persone con autismo nel cast della prima stagione.

### Premi e riconoscimenti
- 2018 - Satellite Award
  - Candidatura per Miglior serie televisiva commedia o musicale[25]